# Cohort
Cohort (Tiếng Việt: Đội quân, Tiếng La-tinh: cohors, số nhiều: cohortes) là một phân cấp chiến thuật cơ bản trong quân đội La Mã xuất hiện sau cuộc cải cách quân sự của Gaius Marius năm 107 TCN.

## Cohort Quân đoàn
Ngay sau cuộc cải cách quân sự của Marius, mỗi Legion (Quân đoàn La Mã) do 10 cohort hợp thành. Các cohort được đặt tên là "Cohort Thứ Nhất", "Cohort Thứ Hai",... Cohort Thứ Nhất tập hợp các binh lính già dặn kinh nghiệm nhất, trong khi quân lính trong Cohort Thứ Mười ít kinh nghiệm nhất.
Một cohort do 6 centuria (hay đại đội) 80 (84) binh sĩ hợp thành. Về sau này (kể từ cuộc cải cách), quân số mỗi centuria có sự thay đổi: 60; 80 hoặc 100 tùy theo thời kỳ. Quyền chỉ huy toàn cọhort thường được trao cho centurion (đại đội trưởng) nhiều kinh nghiệm, nhiều tuổi đời nhất. Theo thâm niên phục vụ, 6 centurion được đặt danh hiệu lần lượt là hastatus posterior, hastatus prior, princeps posterior, princeps prior, pilus posterior và pilus prior (thâm niên cao nhất). Cách phân chia này cũng được áp dụng trong toàn Legion. Binh lính trẻ nhất, ít kinh nghiệm chiến đấu nhất được gọi là các hastatus, tiếp theo là princeps và già dặn nhất, nhiều kinh nghiệm nhất là triarius (pilus là từ thay thế cho triarius).
Vào Thế kỷ Thứ Nhất SCN, phiên chế hệ thống chỉ huy và cấu trúc hợp thành của các Legion đã chính thức được hoàn thiện, được sử dụng trong nhiều thế kỷ sau đó. Cohort Thứ nhất lúc này do 5 hoặc 6 centuria tăng cường gấp đôi quân số (160 (164) người) hợp thành, tổng quân số 800 (820) - 960 (984 người). Centurion của centuria đầu tiên là centurion có thâm niên cao nhất trong toàn Legion, có tên hiệu là primus pilus hay "đại đội trưởng đứng đầu".
Mỗi Legion vào thời điểm đó theo lý thuyết có quân số khoảng 5.400 người, bao gồm số sĩ quan chỉ huy, lực lượng công binh và thường có thêm một đơn vị kỵ binh nhỏ 120 người.
.

## Kiểu loại cohort
Cohort của quân chủng trợ chiến Auxilia trên danh nghĩa có quân số 500 người (quingenaria) hoặc 1.000 người (milliaria).
- Cohors alaria: Đơn vị quân đồng minh hoặc trợ chiến (Auxilia).
- Cohors classica: Đơn vị trợ chiến gồm thủy quân và bộ binh đổ bộ.
- Cohors equitata (LA): Đơn vị bộ binh trợ chiến Auxilia với thành phần kỵ binh trong phiên chế.
- Cohors peditata (LA): Đơn vị bộ binh trợ chiến Auxilia.
- Cohors speculatorum (LA): Đơn vị vệ binh của tướng Mark Antony bao gồm toàn trinh sát.
- Cohors torquata (LA): Đơn vị trợ chiến được tặng thưởng một cái kiềng (một loại trang sức làm huy chương của Quân đội La Mã).
- Cohors tumultuaria (biến thể của từ tumultus, nghĩa là "hỗn độn"): Đơn vị trợ chiến không chính thức.

## Các kiểu loại cohort khác
Một số đơn vị bán vũ trang tại thành Roma cũng được gọi là cohort mặc dù không phải là một phần của Legion nào.
- Chín cohors praetoria, không bao giờ được hợp lại thành một Legion, lực lượng bảo vệ nguyên thủ quốc gia đầy tai tiếng với thành tích ám sát hoàng đế và làm chính biến nổi tiếng nhất trong lịch sử. Thuật ngữ này lần đầu tiên được sử dụng để chỉ đơn vị thân binh của mỗi vị tướng trong thời kỳ Cộng hòa - "Vệ binh Soái trướng", sau này dùng để chỉ đơn vị bảo vệ Hoàng đế (tạm thời được đổi thành cohors palatina khoảng năm 300 sau Công nguyên, dưới thời Hoàng đế Diocletianus trị vì).
- Cohors togata là một đơn vị Vệ binh Praetoria trong trang phục dân sự tác nghiệp trong khu vực Pomerium (Khu vực trung tâm linh thiêng của Thủ đô, nơi mà tất cả các lực lượng vũ trang bị cấm).
- Các Cohors urbana là các đơn vị cảnh sát bảo vệ trật tự trong Thủ đô.
- Các Cohors vigilum là đơn vị cảnh binh kiêm cứu hỏa của Thủ đô.
- Cohors Germanorum (LA): Đơn vị Germani custodes corporis (Vệ binh Hoàng gia được tuyển ở vùng Germania).
- Ngoài ra, từ La-tinh cohors được sử dụng một cách tự do hơn để mô tả một đám đông lớn của dân chúng (ví dụ, cohors amicorum).